# Mascha Madörin
Mascha Madörin, geborene Martha Roth (* 1946) ist eine Schweizer Ökonomin. Sie ist eine Pionierin der feministischen Wirtschaftswissenschaft und Expertin für die Ökonomie der Care-Arbeit.

## Leben und Karriere
Mascha Madörin wuchs in Bubendorf, im Kanton Basel-Landschaft, als Tochter einer Hausfrau und früheren Heimarbeiterin und eines Fabrikmitinhabers auf. Martha Roth besuchte das mathematisch-naturwissenschaftliche Gymnasium in Basel und war die erste Frau in ihrer Familie, die ein Hochschulstudium absolvierte. 1970 schloss sie ihr Wirtschaftsstudium an der Universität Basel mit Lizentiat in Wirtschaftswissenschaften ab. Sie hatte sich  bei Professor Karl William Kapp auf die Ökonomie der Entwicklungsländer und die Geschichte und Methode der Volkswirtschaftslehre spezialisiert.
Sie heiratete Kurt Madörin, einen Primarschullehrer und späteren Soziologen. Das Paar hat einen Sohn. 1970 gründete Mascha Madörin die Progressive Organisation Basel mit, die später in den Progressiven Organisationen der Schweiz (POCH) aufging. Als Kurt Madörin Mitarbeiter der schweizerischen Direktion für Entwicklungszusammenarbeit (Deza) war, verbrachte das Paar 1971/72 ein Jahr in Burundi.
Von 1976 bis 1980 arbeitete Mascha Madörin als Assistentin an der Universität Eduardo Mondlane in Maputo, Mosambik. Sie hielt Seminare zu Entwicklungs- und  Landwirtschaftsökonomie und unterrichtete Einführung in den historischen Materialismus. Sie war ausserdem an Forschungsprojekten des «Centro de Estudos Africanos» unter Prof. Ruth First über die Auswirkungen der Wirtschaftssanktionen auf das damalige Rhodesien (Zimbabwe) beteiligt, sowie an verschiedenen Feldforschungsprojekten.
Von 1982 bis 1986 war Madörin Koordinatorin der Aktion Südafrika Boykott. Danach arbeitete sie selbstständig, unter anderem in der Dokumentation der Nachrichtenstelle Südliches Afrika. Von 1988 bis 1998 recherchierte und publizierte Madörin für die Aktion Finanzplatz Schweiz (AFP) unter anderem zu Kreditvergaben ans Apartheidsystem in Südafrika, zu Auslandsschulden und den Wirkungen von Strukturanpassungsprogrammen des Internationalen Währungsfonds auf Frauen, zu Bankgeheimnis und zu Steuer- und Kapitalflucht.
Ab 1999 lancierte sie die Thesen der feministischen Ökonomie in der Schweiz und beteiligte sich an verschiedenen Projekten geschlechtsspezifischer Budgetanalysen. Gleichzeitig blieb sie dem Thema der Beziehungen zwischen der Schweiz und Südafrika treu, von 2001 bis 2004 koordinierte sie die Kampagne zur Entschuldung und Entschädigung im Südlichen Afrika. Seit 2005 ist sie mit den Schwerpunkten feministische Wirtschaftstheorie und -politik und Gesundheitsökonomie selbständig tätig.
Madörin unterrichtete an verschiedenen Fachhochschulen zu Ökonomie und zur Ökonomisierung der Pflege und beteiligte sich an zahlreichen Ringvorlesungen an Universitäten zu Weltwirtschaftsthemen und zu feministischer Ökonomie. Sie beteiligte sich an einem Forschungsprojekt des UN-Forschungsinstituts für soziale Entwicklung (UNRISD) und befasst sich seither mit der Entwicklung einer feministischen Meso- und Makroökonomie des Sorge- und Versorgungssektors.
Madörin ist Mitgründerin des Frauenrates für Aussenpolitik von WIDE Switzerland und der mittlerweile wieder eingestellten Zeitschrift Olympe. Feministische Arbeitshefte zur Politik.
Im Jahr 2021 lancierte sie Economiefeministe – die Plattform für feministische Ökonomie mit und arbeitet im Rahmen dieses Projekts zu Fragen der zukünftigen Finanzierung des Sorge- und Versorgungssektors.

## Publikationen
- Ökonomisierung des Gesundheitswesens - Erkundungen aus der Sicht der Pflege. ZHAW, 2014.
- Ökonomisierung des Gesundheitswesens – Erkundungen aus der Sicht der Pflege. Studien. 2014. online
- Care Ökonomie – eine Herausforderung für die Wirtschaftswissenschaften. In: Gender and Economics. Springer, 2010, S. 81–104.